# Ціппер та його батько
Ціппер та його батько (нім. Zipper und sein Vater) — роман австрійського письменика Йозефа Рота.

## Загальні відомості
Роман Йозефа Рота, виданий у Мюнхені 1928 р. Роман написаний протягом у 1920-х років у Відні, Берліні, Монте-Карло.